# Свети Николай (Комарян)
„Свети Николай“ (на гръцки: Αγίου Νικολάου, Агиу Николау) е православна църква в сярско село Комарян (Кумария), Егейска Македония, Гърция, енорийски храм на Сярската и Нигритска епархия на Вселенската патриаршия.
Църквата е изградена в южната част на селото, на мястото на съборения в същата година стар тухлен храм при ефимерий Йоанис Калфопулос. Осветен е на 4 юни 1970 година от митрополит Константин Серски и Нигритски при свещеник Георгиос Кириакидис. В 1964 година са изписани конхата на апсидата и куполът. По-късно е изписана и останалата част от храма и е добавен притвор.